# 聖家族と幼児洗礼者聖ヨハネ (コレッジョ、オルレアン美術館)
『聖家族と幼児洗礼者聖ヨハネ』（せいかぞくとようじせんれいしゃせいヨハネ、伊: Sacra Famiglia con san Giovannino, 仏: La Sainte Famille avec le petit saint Jean, 英: Holy Family with the Infant Saint John the Baptist）は、イタリアのルネサンス期のパルマ派の画家コレッジョが1518年から1519年ごろに制作した絵画である。油彩。聖家族を主題としており、同じくコレッジョの同時期の作品『聖ヒエロニムスのいる聖家族』（Sacra Famiglia con San Girolamo）と構図的に近しい関係にある。かつてはイングランド国王チャールズ1世や、フランス国王ルイ14世が所有した作品の1つで、現在はフランスのオルレアン美術館に所蔵されている。

## 作品
コレッジョは聖母子と幼児の洗礼者ヨハネを描いている。鬱蒼とした植物を背景に、幼児のイエス・キリストは洗礼者聖ヨハネと邂逅し、聖母マリアと聖ヨセフはその光景を目撃している。幼児キリストは裸のまま聖母マリアの手で支えられながら母の両膝の上に立ち、洗礼者ヨハネが差し出している十字架を受け取っている。洗礼者ヨハネが持っている十字架は彼に典型的なもので、細い棒にくくりつけられた脆そうな形状をしている。キリストはこれを受け取ることで、未来に待ち受ける受難の運命を受け入れている。このモチーフはコレッジョ初期の聖母画によく見られるもので、コレッジョはここで再びかつてのモチーフに立ち戻っている。

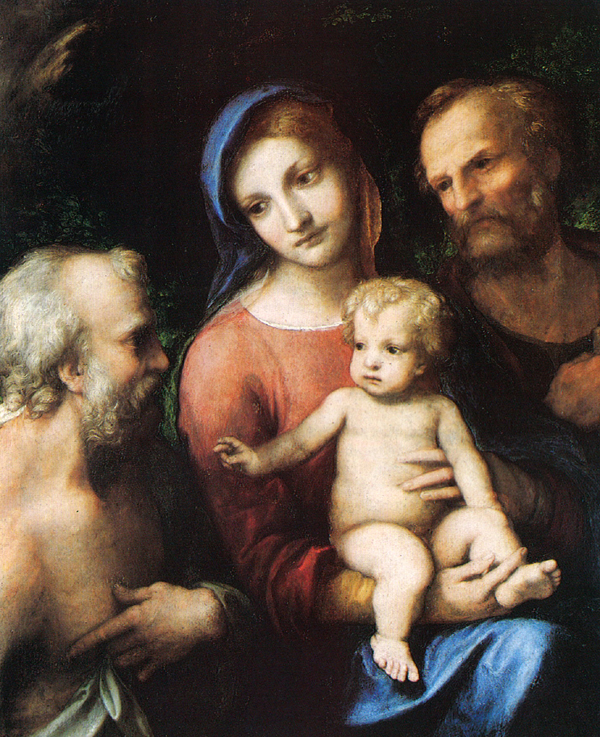
コレッジョの『聖ヒエロニムスのいる聖家族』。1519年年ごろ。ハンプトン・コート宮殿所蔵。

コレッジョの同時期の作品『聖ヒエロニムスのいる聖家族』との親和性は明らかで、同様の主題、構図、半身像を描いている点で類似しているだけでなく、聖母像に同じカルトン（原寸大下絵）を使用し、洗礼者ヨハネを聖ヒエロニムスに置き換えている。また明らかにどちらも顧客の個人的な信仰心のために制作された。
帰属については、古い目録ではコレッジョとの関連性が示唆されていたが、19世紀にはこの帰属は忘れ去られ、未知のロンバルディア派の作品として言及された。この作品がコレッジョに再帰属されたのは絵画がオルレアン美術館に収蔵された以降のことで、1921年に美術史家ロベルト・ロンギによって、ベネディクト会サン・パウロ修道院の居間の壁画装飾の前に位置づけられた。

## 来歴
初期の来歴は不明である。絵画の裏側にはイングランド国王チャールズ1世の紋章があるため、チャールズ1世のコレクションの一部であったと思われるが、1639年の目録には本作品は見出せない。おそらくチャールズ1世が皇太子時代にスペイン王フェリペ4世の妹マリア・アナとの結婚交渉をするためにマドリードを訪問した際に贈られたものではないかと考えられる。このときチャールズ1世は結婚交渉には失敗したが、フェリペ4世からティツィアーノ・ヴェチェッリオの『猟犬を伴う皇帝カール5世』（Imperatore Carlo V con un segugio）や『パルドのヴィーナス』（La Venere del Pardo）といった作品を贈られている。本作品の最初の確実な記録はフランス国王ルイ14世によって所有された時代まで遡り、1683年に宮廷画家シャルル・ルブランによって「コレッジョの作風」（manière du Corrège）の作品として記録された。1695年にヴェルサイユ宮殿で記録され、1709年から1710年に作成された目録ではコレッジョの作品と推定され、1754年にニコラ・ベルナール・レピシエはコレッジョの作品として新しい目録に記録した。19世紀後半にオルレアン美術館に収蔵された。